# Hermann Bay
Hermann Bay (* 3. November 1901 in Stuttgart; † 3. September 1985 in Hamburg) war ein deutscher Bauingenieur. Er war Ingenieur bei Wayss & Freytag und besonders im Brückenbau (Stahl- und Spannbeton) tätig.

## Leben
Bay studierte 1920 bis 1924 Bauingenieurwesen an der TH Stuttgart und war danach Ingenieur bei Wayss & Freytag in Berlin (unter dem Oberingenieur Georg Ehlers). 1927 wurde er Assistent von Emil Mörsch an der TH Stuttgart und ab 1929 war er wieder bei Wayss & Freytag (unter dem Oberingenieur Fritz Haupt). 1931 promovierte er (Dissertation Über den Spannungszustand in hohen Trägern und die Bewehrung von Eisenbetontragwänden) und stellte 1932 bis 1934 mit einem Stipendium der Notgemeinschaft der Deutschen Wissenschaft eine Arbeit über Bogenscheiben fertig, bevor er wieder bei Wayss & Freytag war. Dort war er 1934 bis 1936 Sachbearbeiter für Brücken im Berliner Büro und 1936 bis 1938 Leiter der Abteilung Brückenbau in deren Hauptsitz in Frankfurt. 1938 bis 1953 leitete er die Niederlassung der Firma in Hamburg. 1954 stieg er in den Vorstand auf.
1954 wurde er Mitglied des Deutschen Ausschusses für Stahlbeton. 1958 bis 1972 war er im Vorstand des Deutschen Beton- und Bautechnik-Vereins (DBV), dessen Emil Mörsch Denkmünze er 1965 erhielt.

## Projekte (Auswahl)
- Helderbachtalbrücke, 1937, Tragwerksplanung mit H. Schlüter
- Fußgängerbrücke Plastik im Freien, 1952, St. Pauli, Planten un Blomen, Tragwerksplanung
- Fußgängerbrücke Köln-Mülheim, 1952, Tragwerksplanung
- Kaskadenbrücke, 1952, Hamburg St. Pauli, Fußgängerbrücke, Tragwerksplanung
- Nahebrücke Münster-Sarmsheim, 1958, Tragwerksplanung
- Glemstalbrücke 1962
- Fußgängerbrücke am Gorch-Fock-Wall, St. Pauli, 1962, Tragwerksplanung
- Lahntalbrücke Limburg, 1965, Tragwerksplanung

## Schriften (Auswahl)
- Über den Spannungszustand in hohen Trägern und die Bewehrung von Eisenbetontragwänden. Wittwer, Stuttgart 1931.
- mit Karl Deininger, Fritz Leonhardt, Emil Mörsch: Brücken aus Stahlbeton und Spannbeton. Entwurf und Konstruktion. Stuttgart, 6. Auflage 1958.
- Wandartiger Träger und Bogenscheibe. Wittwer, Stuttgart 1960.
- Mit den Augen des Ingenieurs: Von Caracas zum Eisernen Tor. Betonverlag, Düsseldorf 1970.
- Hans Erb (Hrsg.): Hermann Bay – Schaffenskreise. Düsseldorf 1961.